# Афионкарахисар
Афионкарахисар (тур. Afyon) је град у Турској у вилајету Афионкарахисар. У античко доба град је био познат под именом Акронион (грч. Ακροϊνόν), да би у осмом веку византијски цар Лав III променио име града у Никопољ (грч. Νικόπολις). У 11. веку Турци Селџуци мењају име граду у Кара Хисар (тур. Kara Hissar). Према процени из 2009. у граду је живело 166.447 становника.

## Становништво
Према процени, у граду је 2009. живело 166.447 становника.
| 1990.  | 2000.   |
| ------ | ------- |
| 95.643 | 128.516 |